# Edmund Sroka
Edmund Karol Sroka (ur. 13 września 1947 w Katowicach) – polski polityk, samorządowiec, poseł na Sejm III kadencji, prezydent Rudy Śląskiej.

## Życiorys
Ukończył w 1970 studia na Wydziale Chemicznym Politechniki Śląskiej. W pierwszej połowie lat 90. był przewodniczącym rady miasta Ruda Śląska. W 1995 objął urząd prezydenta tego miasta. W 1997 z listy Akcji Wyborczej Solidarność w okręgu katowickim został wybrany na posła III kadencji. Należał do założycieli Ruchu Społecznego AWS. W 1998 ponownie został radnym miasta i utrzymał stanowisko prezydenta. W styczniu 2000 w związku z orzeczeniem Trybunału Konstytucyjnego zrezygnował z mandatu poselskiego, by pozostać na urzędzie prezydenta miasta. Odwołano go jednak z tej funkcji po kilku miesiącach w związku ze zmianą koalicji w radzie miasta. W 2001 ponownie ubiegał się o mandat poselski, jednak Akcja Wyborcza Solidarność Prawicy nie osiągnęła progu wyborczego dla koalicji.
Od 2002 był zatrudniony w Najwyższej Izbie Kontroli, od 2005 kierował delegaturą NIK w Opolu. Kandydował na radnego Rudy Śląskiej z listy komitetu prezydent miasta Grażyny Dziedzic (2014) i z ramienia PiS (2018), nie uzyskując wówczas mandatu.

## Odznaczenia
- Złoty Medal za Zasługi dla Policji (2013)[2]